# Seelow
Seelow é um município da Alemanha, situado no distrito de Märkisch-Oderland, no estado de Brandemburgo. Tem 25,28 km² de área, e sua população em 2019 foi estimada em 5.422 habitantes.